# Lord-maire de Belfast

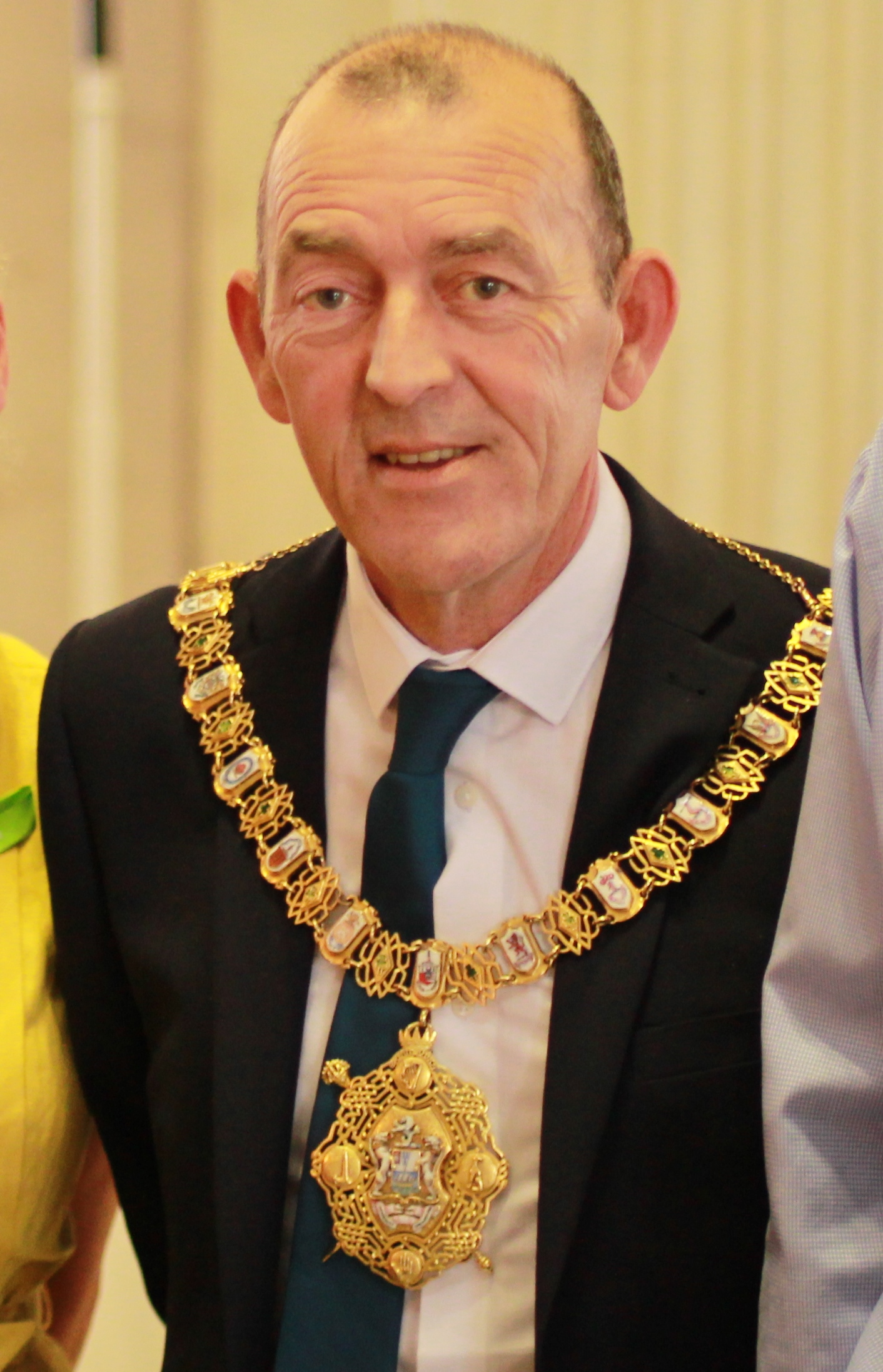
Arder Carson, né en 1960 et en fonction de 2015 à 2016.

Le lord-maire de Belfast (Lord Mayor de Belfast en anglais) est le président du conseil municipal de Belfast, élu annuellement par et parmi les 60 conseillers municipaux de la ville. Le lord-maire est Deirdre Hargey du Sinn Féin, tandis que le maire suppléant est Emmet McDonough-Brown du parti de l’alliance de l’Irlande du Nord, tous deux élus en juin 2018.

## Lord-maire de Belfast (1892–présent)
Ce qui suit est une liste des lord-maires depuis la création du poste en 1892.

### XIXesiècle
| From | To   | Name                 |  | Party          |
| ---- | ---- | -------------------- |  | -------------- |
| 1892 | 1893 | Daniel Dixon         |  | Irish Unionist |
| 1894 | 1896 | William McCammond    |  | Irish Unionist |
| 1896 | 1898 | William James Pirrie |  | Liberal        |
| 1898 | 1899 | James Henderson      |  | Irish Unionist |
| 1899 | 1900 | Otto Jaffe           |  | Irish Unionist |

### XXesiècle
| From | To   | Name                                           |  | Party           |
| ---- | ---- | ---------------------------------------------- |  | --------------- |
| 1900 | 1901 | Sir Robert J. McConnell                        |  | Irish Unionist  |
| 1901 | 1904 | Sir Daniel Dixon                               |  | Irish Unionist  |
| 1904 | 1905 | Sir Otto Jaffe                                 |  | Irish Unionist  |
| 1905 | 1907 | Sir Daniel Dixon                               |  | Irish Unionist  |
| 1907 | 1908 | Anthony Ashley-Cooper, 9e comte de Shaftesbury |  | Irish Unionist  |
| 1908 | 1910 | Sir Robert Anderson                            |  | Irish Unionist  |
| 1910 | 1914 | Robert James McMordie                          |  | Irish Unionist  |
| 1914 | 1917 | Sir Crawford McCullagh                         |  | Irish Unionist  |
| 1917 | 1919 | James Johnston                                 |  | Irish Unionist  |
| 1919 | 1920 | John Campbell White                            |  | Irish Unionist  |
| 1920 | 1923 | William F. Coates                              |  | Ulster Unionist |
| 1923 | 1929 | William George Turner                          |  | Ulster Unionist |
| 1929 | 1931 | Sir William F. Coates                          |  | Ulster Unionist |
| 1931 | 1942 | Sir Crawford McCullagh                         |  | Ulster Unionist |
| 1942 | 1942 | George Ruddell Black                           |  | Ulster Unionist |
| 1943 | 1946 | Sir Crawford McCullagh                         |  | Ulster Unionist |
| 1946 | 1949 | Sir William F. Neill                           |  | Ulster Unionist |
| 1949 | 1951 | William E. G. Johnston                         |  | Ulster Unionist |
| 1951 | 1953 | James Henry Norritt                            |  | Ulster Unionist |
| 1953 | 1955 | Sir Percival Brown                             |  | Ulster Unionist |
| 1955 | 1957 | Sir Robert Harcourt                            |  | Ulster Unionist |
| 1957 | 1959 | Cecil McKee                                    |  | Ulster Unionist |
| 1959 | 1961 | Robin Kinahan                                  |  | Ulster Unionist |
| 1961 | 1963 | Martin Kelso Wallace                           |  | Ulster Unionist |
| 1963 | 1966 | William Jenkins                                |  | Ulster Unionist |
| 1966 | 1969 | William Duncan Geddis                          |  | Ulster Unionist |
| 1969 | 1972 | Joseph Foster Cairns                           |  | Ulster Unionist |
| 1972 | 1975 | Sir William Christie                           |  | Ulster Unionist |
| 1975 | 1977 | Sir Myles Humphreys                            |  | Ulster Unionist |
| 1977 | 1978 | James Stewart                                  |  | Ulster Unionist |
| 1978 | 1979 | David Cook                                     |  | Alliance        |
| 1979 | 1980 | Billy Bell                                     |  | Ulster Unionist |
| 1980 | 1981 | John Carson                                    |  | Ulster Unionist |
| 1981 | 1982 | Grace Bannister                                |  | Ulster Unionist |
| 1982 | 1983 | Thomas Patton                                  |  | Ulster Unionist |
| 1983 | 1985 | Alfie Ferguson                                 |  | Ulster Unionist |
| 1985 | 1986 | John Carson                                    |  | Ulster Unionist |
| 1986 | 1987 | Sammy Wilson                                   |  | DUP             |
| 1987 | 1988 | J. J. Dixon Gilmore                            |  | Ulster Unionist |
| 1988 | 1989 | Nigel Dodds                                    |  | DUP             |
| 1989 | 1990 | Reg Empey                                      |  | Ulster Unionist |
| 1990 | 1991 | Fred Cobain                                    |  | Ulster Unionist |
| 1991 | 1992 | Nigel Dodds                                    |  | DUP             |
| 1992 | 1993 | Herbert Ditty                                  |  | Ulster Unionist |
| 1993 | 1994 | Reg Empey                                      |  | Ulster Unionist |
| 1994 | 1995 | Hugh Smyth                                     |  | PUP             |
| 1995 | 1996 | Eric Smyth                                     |  | DUP             |
| 1996 | 1997 | Ian Adamson                                    |  | Ulster Unionist |
| 1997 | 1998 | Alban Maginness                                |  | SDLP            |
| 1998 | 1999 | David Alderdice                                |  | Alliance        |
| 1999 | 2000 | Bob Stoker                                     |  | Ulster Unionist |

### 21st century
| From | To   | Name                |  | Party           |
| ---- | ---- | ------------------- |  | --------------- |
| 2000 | 2001 | Sammy Wilson        |  | DUP             |
| 2001 | 2002 | Jim Rodgers         |  | Ulster Unionist |
| 2002 | 2003 | Alex Maskey         |  | Sinn Féin       |
| 2003 | 2004 | Martin Morgan       |  | SDLP            |
| 2004 | 2005 | Tom Ekin            |  | Alliance        |
| 2005 | 2006 | Wallace Browne      |  | DUP             |
| 2006 | 2007 | Patrick McCarthy    |  | SDLP            |
| 2007 | 2008 | Jim Rodgers         |  | Ulster Unionist |
| 2008 | 2009 | Tom Hartley         |  | Sinn Féin       |
| 2009 | 2010 | Naomi Long          |  | Alliance        |
| 2010 | 2011 | Pat Convery         |  | SDLP            |
| 2011 | 2012 | Niall Ó Donnghaile  |  | Sinn Féin       |
| 2012 | 2013 | Gavin Robinson      |  | DUP             |
| 2013 | 2014 | Máirtín Ó Muilleoir |  | Sinn Féin       |
| 2014 | 2015 | Nichola Mallon      |  | SDLP            |
| 2015 | 2016 | Arder Carson        |  | Sinn Féin       |
| 2016 | 2017 | Brian Kingston      |  | DUP             |
| 2017 | 2018 | Nuala McAllister    |  | Alliance        |
| 2018 | 2019 | Deirdre Hargey      |  | Sinn Féin       |